# Arrondissement di Saint-Amand-Montrond
L'arrondissement di Saint-Amand-Montrond è un arrondissement dipartimentale della Francia situato nel dipartimento del Cher, appartenente alla regione del Centro-Valle della Loira.

## Storia
Fu creato nel 1800 sulla base dei preesistenti distretti.

## Composizione
L'arrondissement è composto da 116 comuni raggruppati in 11 cantoni:
- cantone di Charenton-du-Cher
- cantone di Châteaumeillant
- cantone di Châteauneuf-sur-Cher
- cantone di Le Châtelet
- cantone di Dun-sur-Auron
- cantone di La Guerche-sur-l'Aubois
- cantone di Lignières
- cantone di Nérondes
- cantone di Saint-Amand-Montrond
- cantone di Sancoins
- cantone di Saulzais-le-Potier